# Bobby Riggs
Robert Larimore Riggs, Bobby Riggs (ur. 25 lutego 1918 w Los Angeles, zm. 25 października 1995 w Leucadia) – amerykański tenisista.
W czasie II wojny światowej służył w armii Stanów Zjednoczonych.
Zmarł w wieku 77 lat po kilkuletniej walce z rakiem prostaty.

## Kariera tenisowa
Bobby Riggs w opinii Jacka Kramera był jednym z najlepszych zawodników w historii tenisa. Nie dysponował zbyt potężnymi uderzeniami, ale skutecznie grał w kontrataku oraz wykorzystywał wiele urozmaiconych zagrań, głównie dropszotów i lobów. Sam Riggs twierdził, że najlepsze lata kariery zabrała mu II wojna światowa.
Treningi tenisowe rozpoczął jako 12-latek pod kierunkiem Esther i Jerry’ego Bartoshów. W wieku 15 lat wygrywał turnieje w kategorii seniorów, a jako 16–latek pokonał w jednym z turniejów wicelidera rankingu amerykańskiego, finalistę Wimbledonu Franka Shieldsa.
W 1936 roku po raz pierwszy awansował do czołowej dziesiątki w USA (nr 4), gdzie znajdował się nieprzerwanie do końca kariery amatorskiej. Na czele tej klasyfikacji znajdował się w 1939 i 1941 roku, a w latach 1937–1938 był wiceliderem za Donem Budge'em i w 1940 roku za Donem McNeillem. W latach 1937–1939 znajdował się również w najlepszej dziesiątce światowej w klasyfikacji The Daily Telegraph, w tym jako lider w 1939 roku.
W 1939 roku wystartował w turnieju wimbledońskim i wygrał wszystkie trzy konkurencje. W finale gry pojedynczej pokonał Elwooda Cooke’a, w deblu triumfował w parze ze swoim finałowym rywalem (w decydującym meczu Amerykanie pokonali Charlesa Hare’a i Franka Wilde’a), a w mikście razem z Alice Marble (w finale z Frankiem Wildem i Nancy Brown).
W 1939 roku Riggs był również w finale mistrzostw Francji (obecnie French Open), gdzie przegrał z Donem McNeillem, a także po raz pierwszy triumfował w mistrzostwach USA (obecnie US Open), po pokonaniu w finale Welby'ego Van Horna. W całym sezonie wygrał dziewięć turniejów (z trzynastu, w których brał udział), kończąc rok bilansem 54 zwycięstw i 5 porażek.
W 1940 roku starty europejskie uniemożliwiła II wojna światowa, a w finale mistrzostw USA Riggs uległ McNeillowi. Wygrał natomiast ten turniej w grze mieszanej z Alice Marble. W 1941 roku odzyskał tytuł mistrza USA, pokonując w finale Franka Kovacsa. Następnie zakończył karierę amatorską, przechodząc do grona tenisistów profesjonalnych.
W latach 1938–1939 Riggs występował w reprezentacji USA w Pucharze Davisa. Obowiązywała w tym czasie reguła challenge round, zapewniająca obrońcy trofeum od razu udział w kolejnym finale. W 1938 roku w Filadelfii na otwarcie finału z Australią Riggs pokonał w czterech setach Adriana Quista, a w ostatnim spotkaniu finału (już bez znaczenia dla końcowego rozstrzygnięcia, przy stanie 3:1 dla USA) uległ Johnowi Bromwichowi. Rok później Amerykanie stracili trofeum na rzecz Australii, mimo prowadzenia 2:0 po dwóch pierwszych singlach. Riggs pokonał tym razem Bromwicha, ale później uległ Quistowi (przegrał również Frank Parker z Bromwichem oraz debel Joe Hunt–Jack Kramer z Quistem i Bromwichem).
W 1942 roku przegrał w finale zawodowych mistrzostw USA z Donem Budge'em. Riggs zrewanżował się rywalowi w tej samej imprezie w finale cztery lata później. W 1946 roku Riggs i Budge zmierzyli się w serii pojedynków, tzw. tourze, zakończonym nieznacznym zwycięstwem Riggsa. Riggs wygrał zawodowe mistrzostwa USA w 1947 roku ponownie pokonując Budge'a. Jeszcze raz ci dwaj rywale zmierzyli się w finale zawodowych mistrzostw USA w 1949 roku i spotkanie zakończyło się kolejną wygraną Riggsa. W tym czasie w gronie tenisistów zawodowych pojawił się Jack Kramer. Dwaj Amerykanie zmierzyli się w tourze w latach 1947–1948 i chociaż Riggs wygrał pierwszy pojedynek, to wkrótce rywal przejął inicjatywę i ostatecznie triumfował (69 wygranych meczów do 20). W finale zawodowych mistrzostw USA w 1948 roku Kramer pokonał Riggsa.
Bobby Riggs zakończył wkrótce karierę sportową, koncentrując się na działalności promocyjnej. Organizował m.in. cykl pojedynków między Kramerem i Ricardo Gonzálezem, a także pojedynki kobiece. Uczestniczył w turniejach weteranów.
Powrócił na czołówki gazet w 1973 roku, rzucając wyzwanie czołowym ówczesnym tenisistkom. Twierdził, że jest w stanie pokonać dowolną rywalkę. Z 55–letnim Riggsem zmierzyła się najpierw Australijka Margaret Smith Court (13 maja 1973) i została przez Riggsa pokonana. Kilka miesięcy później (20 września) w „wojnie płci” amerykański zawodnik poniósł porażkę z Billie Jean King. W 1985 roku Riggs spróbował jeszcze raz podobnej rywalizacji, ale jego mecz deblowy w parze z Vitasem Gerulaitisem przeciwko Martinie Navrátilovej i Pam Shriver zakończony zwycięstwem rywalek nie wzbudził takiego zainteresowania jak pojedynek z Billie Jean King kilkanaście lat wcześniej.
Zarówno jako amator, jak i później zawodowiec, Riggs zdobył wiele tytułów mistrza USA. W grze pojedynczej w latach 1936–1938 trzykrotnie wygrywał mistrzostwa USA na kortach ziemnych, w 1940 w hali. W deblu był mistrzem USA w hali w 1940 roku (z Elwoodem Cookem), na kortach ziemnych w 1936 roku (z Wayne'em Sabinem), ponadto zdobył mistrzostwo halowe w grze mieszanej w 1940 (z Pauline Betz). Jako tenisista profesjonalny poza tytułami singlowymi (1946, 1947, 1949) był dwukrotnie mistrzem USA w deblu z Donem Budge'em (1942, 1947).
W 1967 roku został uhonorowany miejscem w Międzynarodowej Tenisowej Galerii Sławy.

### Finały w turniejach wielkoszlemowych

#### Gra pojedyncza (3–2)
| Końcowy wynik | Nr | Data | Turniej                                | Nawierzchnia | Przeciwnik     | Wynik finału            |
| ------------- | -- | ---- | -------------------------------------- | ------------ | -------------- | ----------------------- |
| Finalista     | 1. | 1939 | French Championships, Paryż            | Ceglana      | Don McNeill    | 5:7, 0:6, 3:6           |
| Zwycięzca     | 1. | 1939 | Wimbledon, Londyn                      | Trawiasta    | Elwood Cooke   | 2:6, 8:6, 3:6, 6:3, 6:2 |
| Zwycięzca     | 2. | 1939 | U.S. National Championships, Nowy Jork | Trawiasta    | Welby Van Horn | 6:4, 6:2, 6:4           |
| Finalista     | 2. | 1940 | U.S. National Championships, Nowy Jork | Trawiasta    | Don McNeill    | 6:4, 8:6, 3:6, 3:6, 5:7 |
| Zwycięzca     | 3. | 1941 | U.S. National Championships, Nowy Jork | Trawiasta    | Frank Kovacs   | 5:7, 6:1, 6:3, 6:3      |

#### Gra podwójna (1–0)
| Końcowy wynik | Nr | Data | Turniej           | Nawierzchnia | Partner      | Przeciwnicy              | Wynik finału       |
| ------------- | -- | ---- | ----------------- | ------------ | ------------ | ------------------------ | ------------------ |
| Zwycięzca     | 1. | 1939 | Wimbledon, Londyn | Trawiasta    | Elwood Cooke | Charles Hare Frank Wilde | 6:3, 3:6, 6:3, 9:7 |

#### Gra mieszana (2–1)
| Końcowy wynik | Nr | Data | Turniej                                | Nawierzchnia | Partnerka    | Przeciwnicy                     | Wynik finału  |
| ------------- | -- | ---- | -------------------------------------- | ------------ | ------------ | ------------------------------- | ------------- |
| Zwycięzca     | 1. | 1939 | Wimbledon, Londyn                      | Trawiasta    | Alice Marble | Nancy Brown Frank Wilde         | 9:7, 6:1      |
| Zwycięzca     | 2. | 1940 | U.S. National Championships, Nowy Jork | Trawiasta    | Alice Marble | Dorothy Cheney Jack Kramer      | 9:7, 6:1      |
| Finalista     | 1. | 1941 | U.S. National Championships, Nowy Jork | Trawiasta    | Pauline Betz | Sarah Palfrey Cooke Jack Kramer | 6:4, 4:6, 4:6 |